# Зандам
Зандам (англ. Zaandam, нід. вимова: [zaːnˈdɑm] ( прослухати)) — місто в провінції Північна Голландія, Нідерланди. Це головне місто муніципалітету Занстад, яке отримало міські права в 1811 році. Воно розташоване на річці Заан, на північ від Амстердама.
Статистичний район Зандам, який охоплює як місто, так і прилеглу сільську місцевість, має близько 76 804 жителів. Зандам був окремим муніципалітетом до 1974 року, коли він став частиною нового муніципалітету Занстад.

## Історія
Історія Зандама (раніше називався Саенредам) і навколишнього регіону річки Заан (Занстрек) тісно пов’язана з промисловістю. У золотому столітті Нідерландів Зандам був великим млинарним центром. Тисячі вітряків приводили в дію пилки, які обробляли скандинавську деревину для суднобудування та паперової промисловості. Пам’ятник цій галузі був замовлений скульптору Славоміру Мілетичу, і статую De houtwerker («Деревообробник») було встановлено 20 червня 2004 року.
Зандам був провідним містом під час першої промислової революції, але потім почав постійний занепад. Зандам також історично пов'язаний з китобійною промисловістю. 
У 1697 році російський цар Петро I провів деякий час у Зандамі, де вивчав кораблебудування. Він зупинився в маленькому дерев'яному будиночку, побудованому в 1632 році, але незабаром був змушений покинути його, оскільки привернув занадто багато уваги місцевого населення; він переїхав до Амстердама, де навчався на одній із пристаней голландської Ост-Індської компанії. Дерев'яний будинок, в якому він залишився, був збережений і перетворений на музей, будинок царя Петра. У 1911 році на сусідній площі Дам було встановлено статую на його честь і оголошено Рейксмонументом.
У 1871 році художник-імпресіоніст Клод Моне прожив у Зандамі приблизно півроку. За цей час він написав 25 картин місцевості, у тому числі «Будинки на Ахтерзаані», «Бато в Голландії перед Зандамом» і «Млин у Зандамі».

## Транспорт
У Зандамі є дві залізничні станції: залізнична станція Зандам і залізнична станція Зандам Когервельд. Провінція Північна Голландія планує розширити амстердамське метро до Зандама.

## Галерея

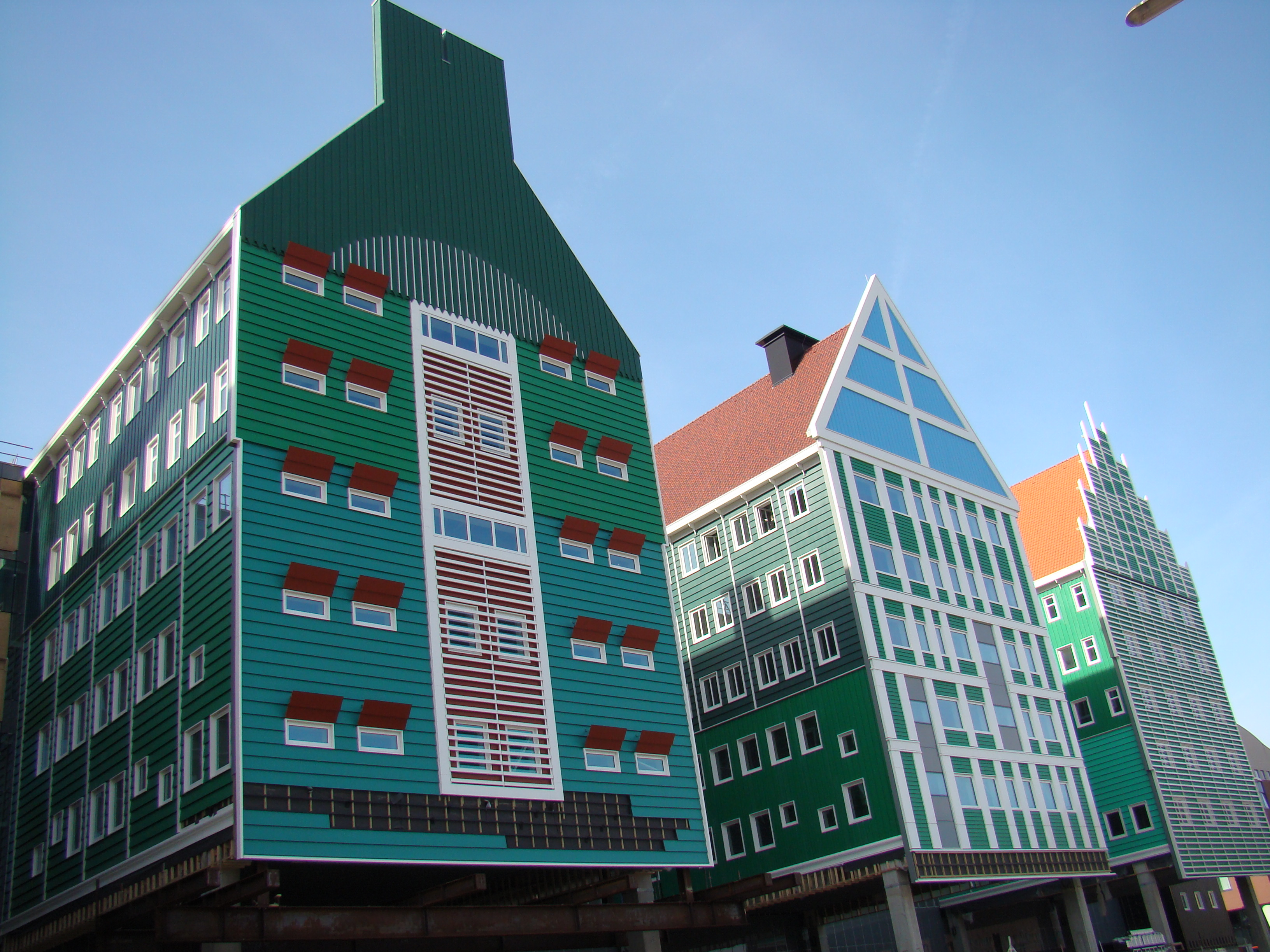
Ратуша Зандама
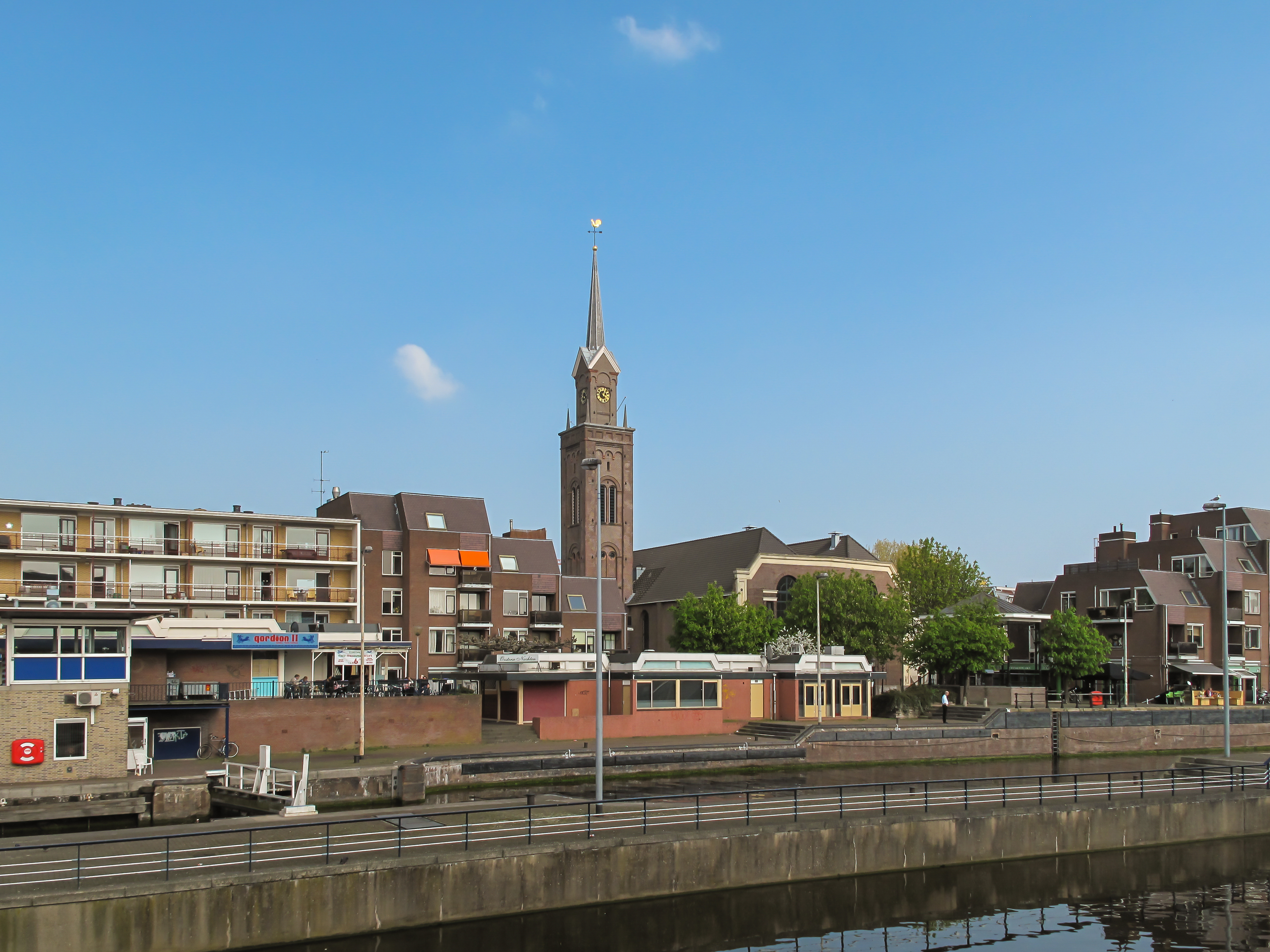
De Oostzijderkerk
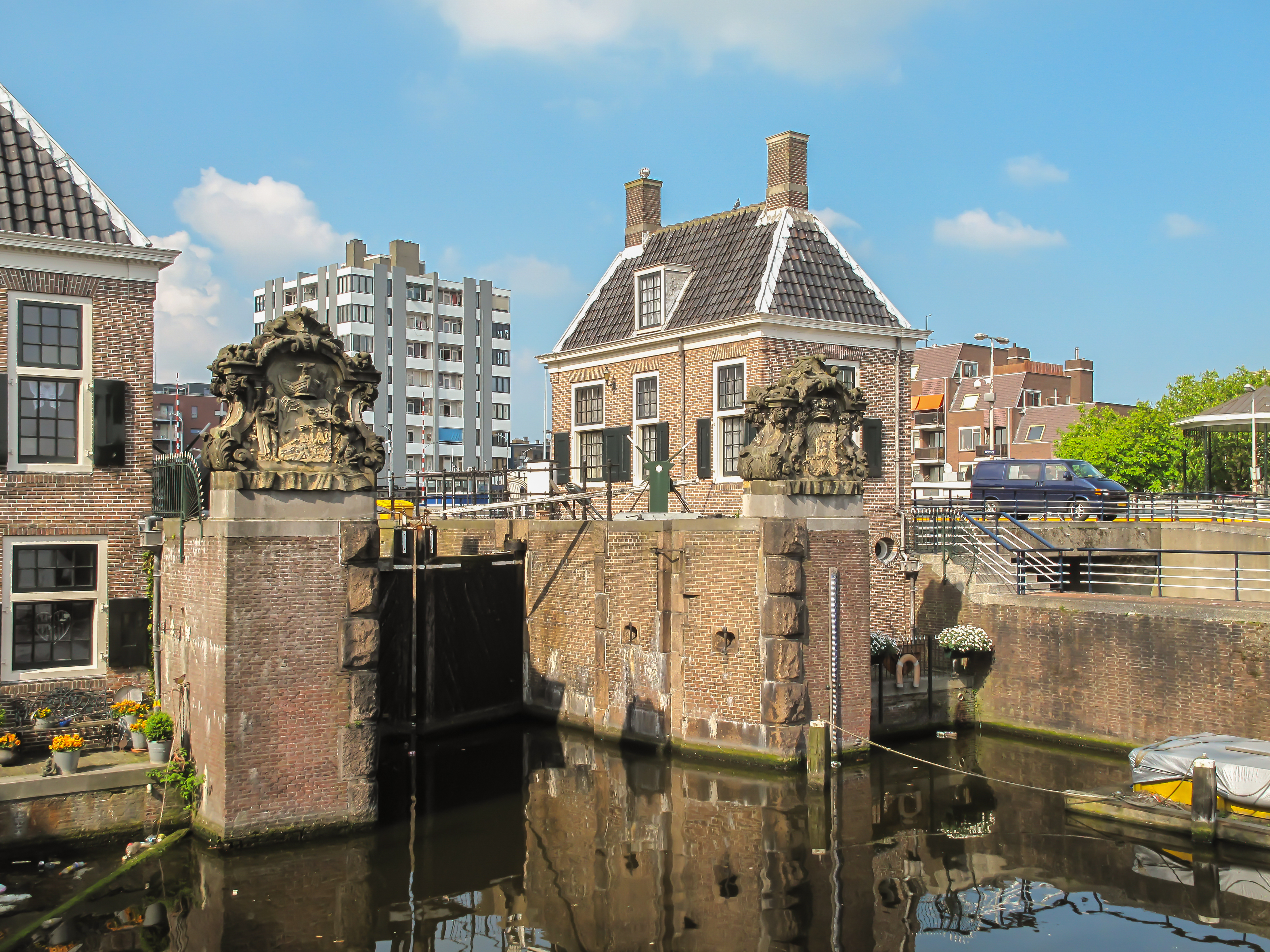
Зандам, шлюз
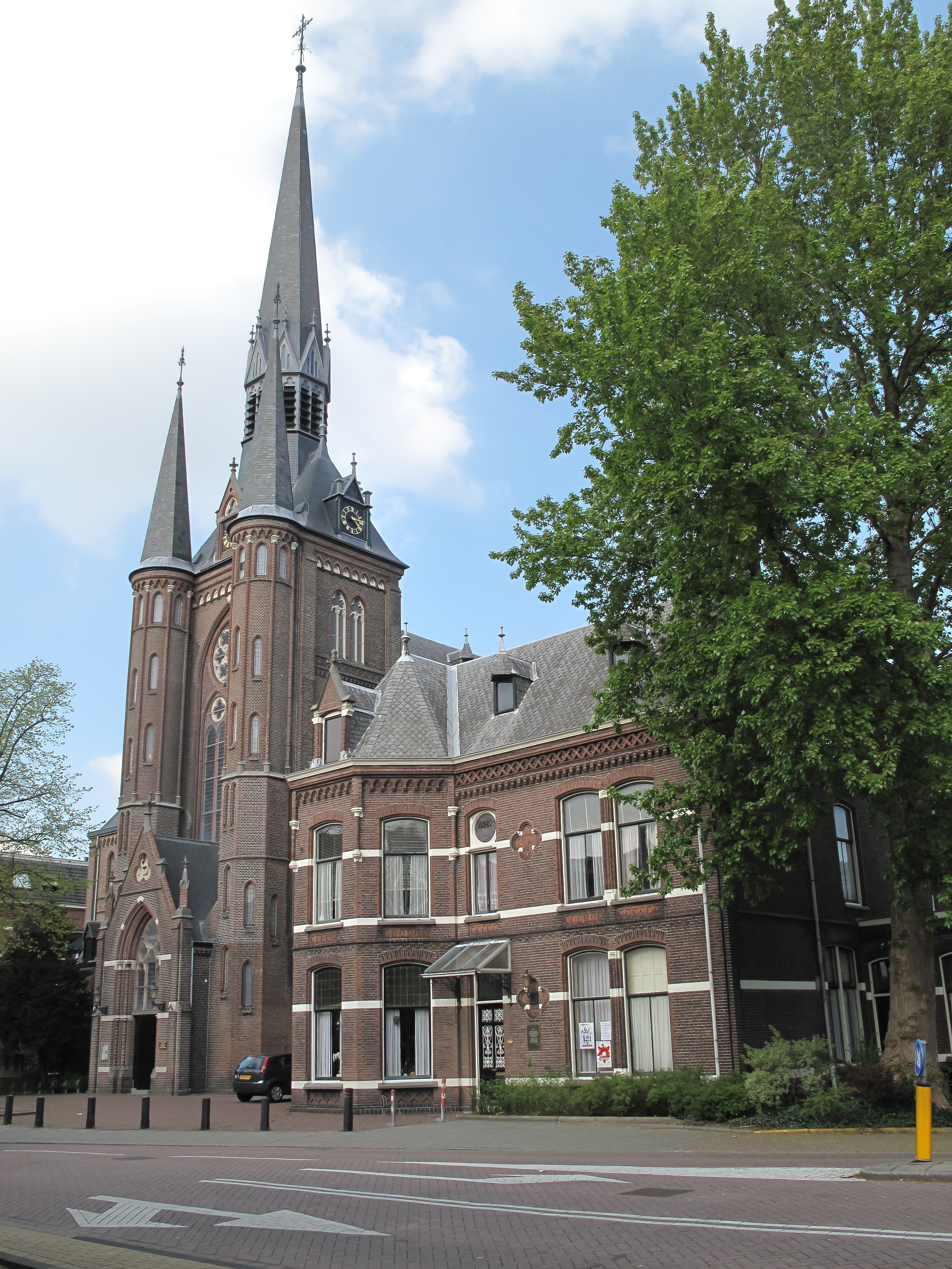
Де Сінт Боніфаційскерк
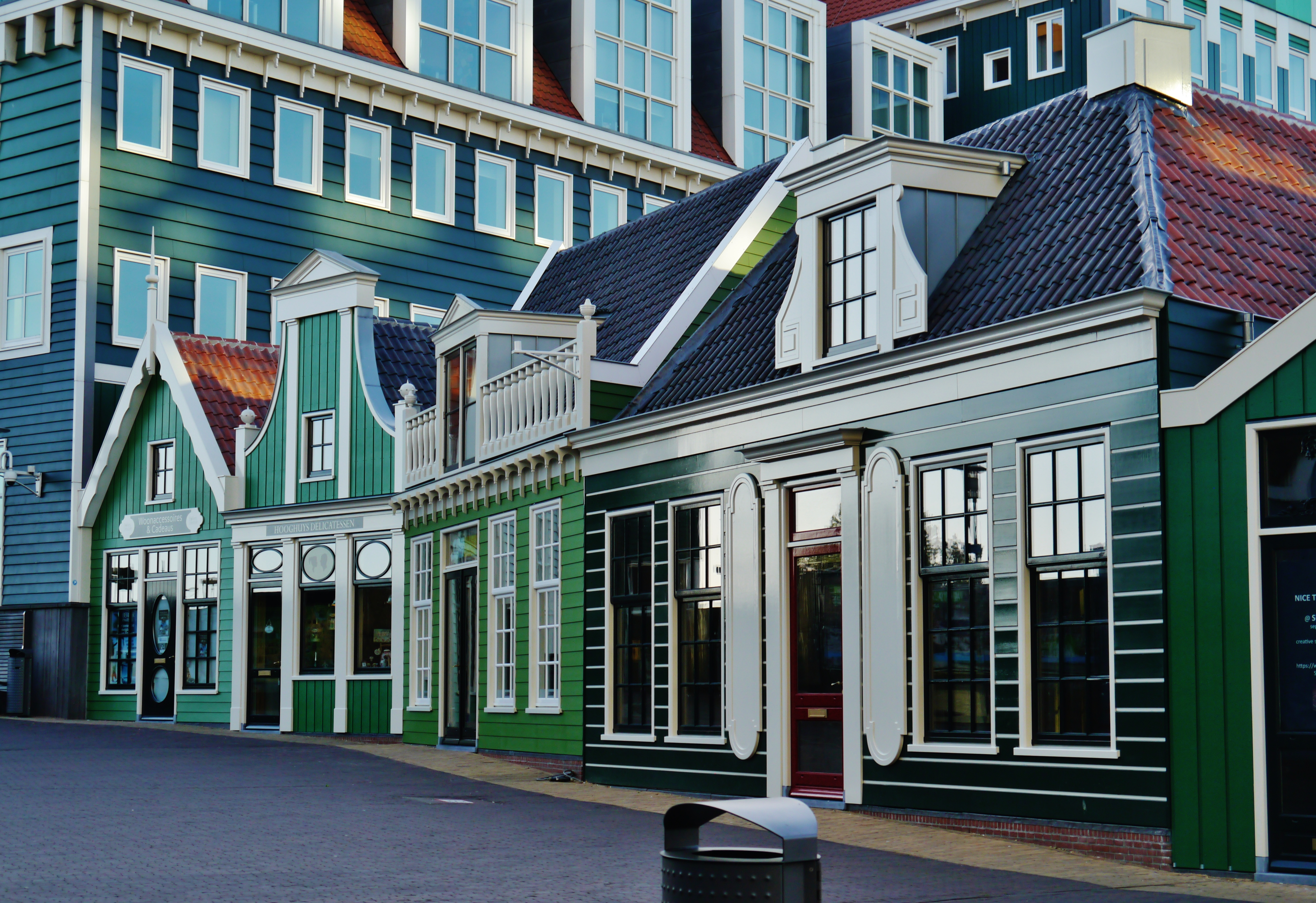
Центр міста Зандам
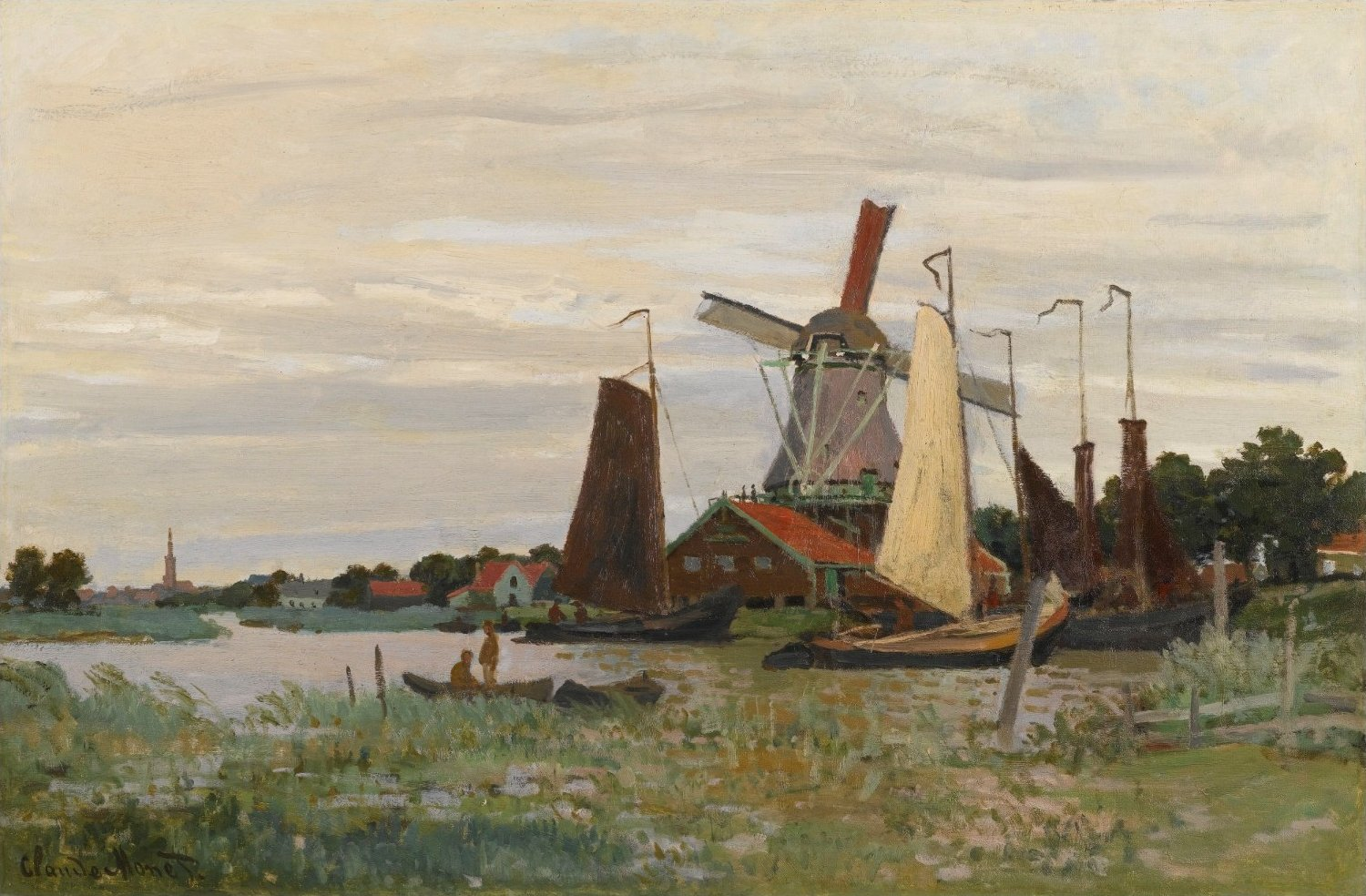
Вітряк біля Зандама, намальований Клодом Моне в 1871 році
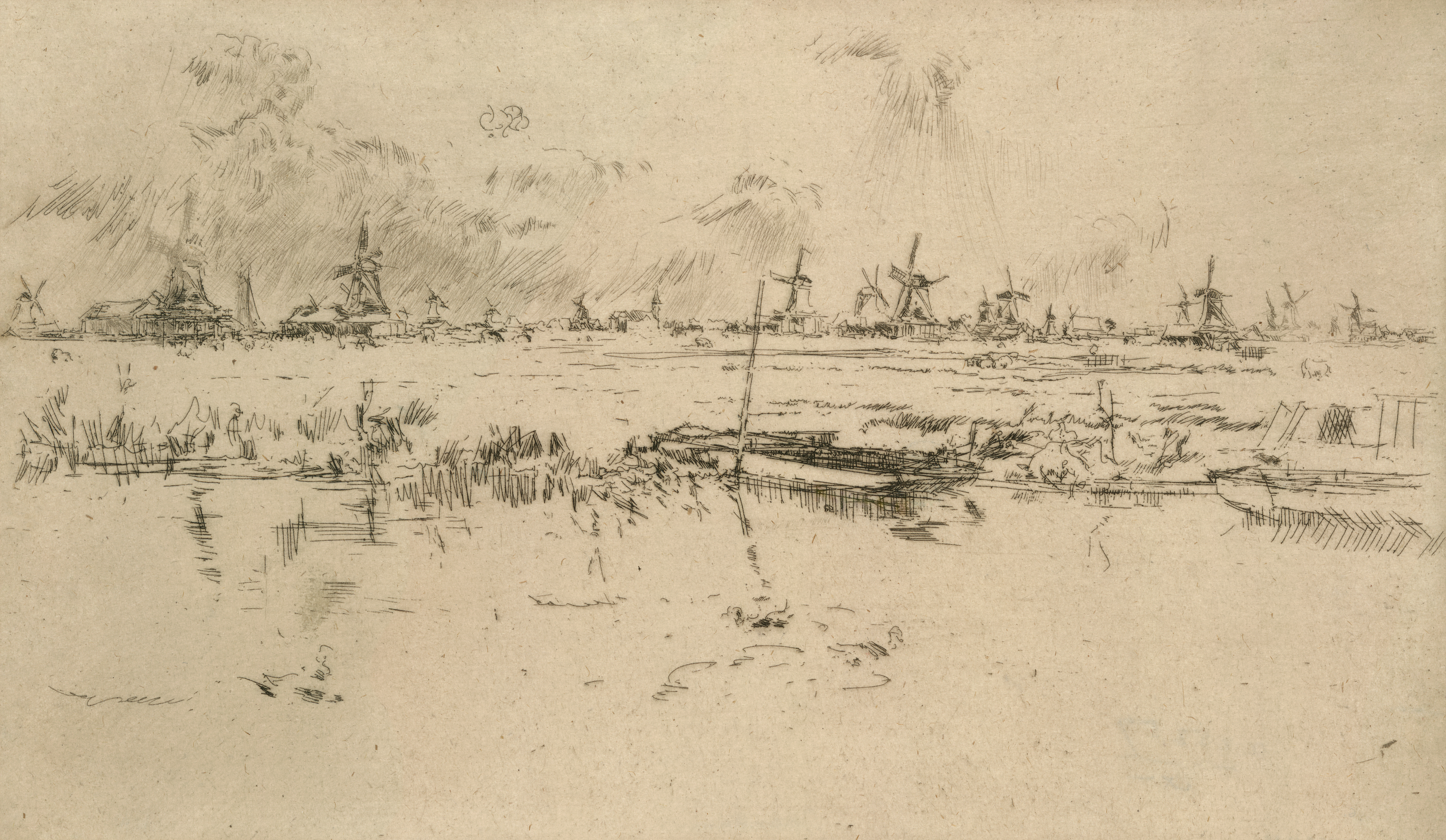
Зандам близько 1889 р. Офорт Джеймса Макніла Вістлера
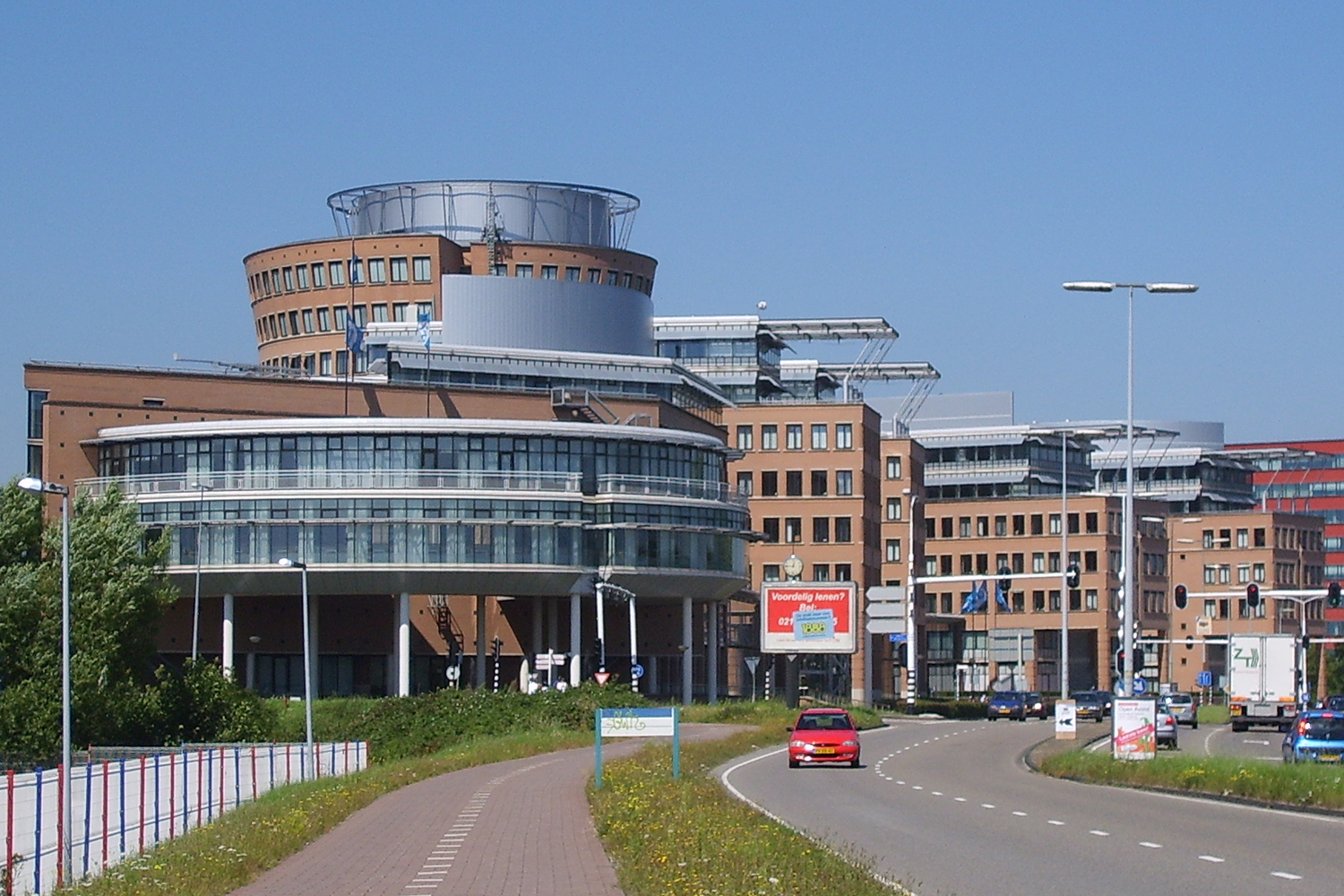
Штаб-квартира Альберта Хейна в Зандамі

## Видатні особи
- Хан Беннінк (нар. 1942), джазовий музикант
- Пітер Блікер (1819–1878), іхтіолог
- Kees Bruynzeel (1900–1980), лісовий торговець
- Алі Буалі (нар. 1981), репер
- Дірк Андріс Флентроп (1910—2003), будівельник органів
- Піт Кі (нар. 1927–2018), органіст і композитор
- Ервін Куман (нар. 1961), футболіст і футбольний тренер
- Рональд Куман (нар. 1963), футболіст і футбольний тренер
- Хендрік Ленстра (нар. 1947), математик
- Антон Мове (1838–1888), художник
- Роберт Моленаар (нар. 1969), футболіст
- Огужан Озякуп (нар. 1992), футболіст
- Катінка Пасвер (нар. 1959), флейтистка
- Джонні Реп (нар. 1951), футболіст
- Ян Саенредам (1565–1607), гравер на міді
- Харм ван ден Дорпель (нар. 1981), художник-концептуаліст
- Патриція ван дер Вліт (нар. 1989), модель
- Елізабет ван Хоутс (нар. 1952), історик
- Ян Веркаде (1868–1946), художник
- Арі Сміт (нар. 1916–2016), художник
- Меліса Венема (нар. 1995), музикант
- Оуен Вейндал (нар. 1999), професійний футболіст